# Franz Bornefeld-Ettmann

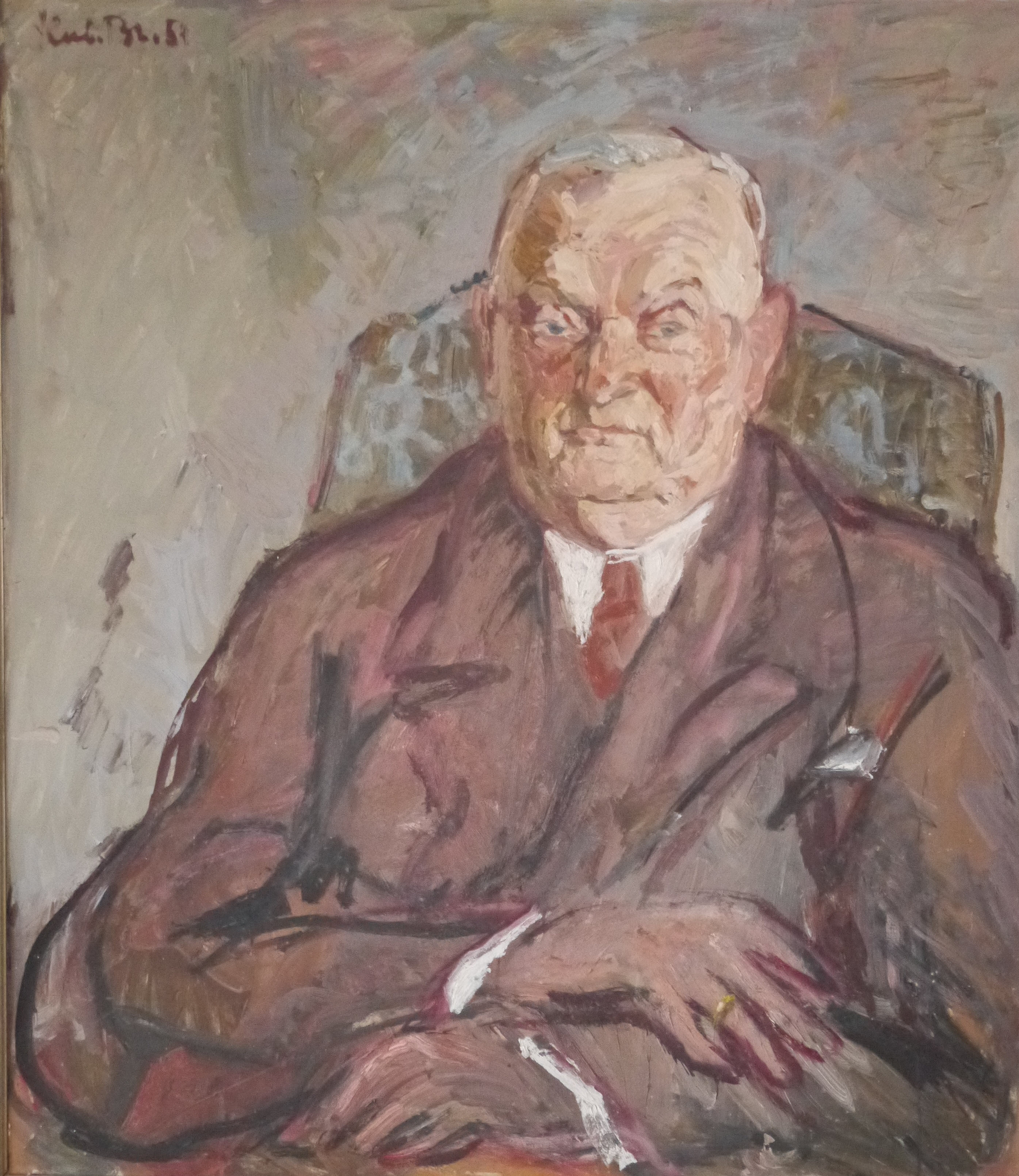
Franz Bornefeld-Ettmann. Porträt von Hubertus Brouwer 1957.

Franz Bornefeld-Ettmann (* 16. Januar 1881 in Bornefeld bei Wadersloh; † 21. Januar 1961 in Wadersloh) war ein deutscher Landwirt und Politiker (Zentrum).

## Leben und Wirken
Franz Bornefeld-Ettmann besuchte bis 1890 die Volksschule, bis 1895 die Rektoratsschule, um schließlich bis 1898 privat zu lernen. Ab 1899 besuchte er eine landwirtschaftliche Schule. Von 1900 bis 1901 volontierte er auf verschiedenen Gütern der Rheinprovinz. 1907 übernahm er den Hof seines Vaters. Sein besonderes Augenmerk galt der Schweinezucht.
Schon in jungen Jahren widmete er sich in seiner Heimat öffentlichen Angelegenheiten. Im Jahre 1911 wurde er in den Vorstand der Molkerei-Genossenschaft Wadersloh gewählt, und 1919 wählte man ihn zu deren Vorsitzenden. Von 1917 bis 1918 war er Kreisrevisor für die Molkereien im Kreis Beckum. 1919 bestellte ihn der damalige Oberpräsident der Provinz Westfalen zu seinem milchwirtschaftlichen Berater.
1920 gründete Bornefeld-Ettmann die Molkerei-Lehr- und Untersuchungsanstalt in Münster sowie die Bau- und Maschinen-Beratungsstelle als Hilfsstellung bei der Errichtung und Einrichtung von Molkerei-Betrieben.
1920 wurde er Direktor des Meierei-Verbandes für Westfalen und Lippe und gründete in dieser Eigenschaft im selben Jahr die Ein- und Verkaufsgenossenschaft westfälischer Molkereien in Münster, die er bis zur erzwungenen Amtsniederlegung im Jahre 1933 zu einer leistungsfähigen Institution machte. Er gründete auch die rheinisch-westfälische Absatzzentrale für Molkereiprodukte und war bis zum April 1933 der erste Präsident des Rheinisch-Westfälischen Milchwirtschaftsverbandes.
Von 1923 bis 1953 war Bornefeld-Ettmann Vorsitzender des Vorstandes der Westfälischen Central-Genossenschaft in Münster und von 1928 bis 1933 Präsident des Verbandes ländlicher Genossenschaften der Provinz Westfalen. Von 1928 bis 1933 war er gleichzeitig Aufsichtsrats-Mitglied der Ländlichen Centralkasse und Aufsichtsrats-Mitglied der Westfälischen Provinzial-Viehverwertungs-Genossenschaft. Damals war Bornefeld-Ettmann auch Verwaltungsrats-Mitglied der Reichsviehverwertung in Berlin und Verwaltungsrats-Mitglied des Reichsverbandes der deutschen landwirtschaftlichen Genossenschaften, Berlin, sowie Mitbegründer der Versicherungsgesellschaft der ländlichen Genossenschaften, des heutigen Raiffeisendienstes. Er war Mitglied der westfälischen Landwirtschaftskammer, Vorstandsmitglied der Vereinigung der deutschen christlichen Bauernvereine und Vorsitzender des Milchwirtschaftlichen Ausschusses dieses Bauernvereins. Von 1920 bis 1933 war er Abgeordneter des Deutschen Reichstages.
Als Reichstagsabgeordneter entfaltete Bornefeld-Ettmann in Verbindung mit seinen Freunden Herold und Blum eine rege Tätigkeit für die deutsche Landwirtschaft. Führend wirkte er mit an dem Zustandekommen und an der Kommentierung des Reichsmilchgesetzes von 1930, das die Voraussetzungen dafür schuf, die deutsche Landwirtschaft organisatorisch und wirtschaftlich auf neue Grundlagen zu stellen und das mit § 38 die Grundlage für die spätere Marktordnung legte, die für die deutsche Landwirtschaft noch wirksam ist. Auch an der Formulierung der Durchführungsverordnungen war er wesentlich beteiligt. Bei diesen Arbeiten kam er damals in engeren Kontakt mit Heinrich Lübke. Auf Initiative von Bornefeld-Ettmann ist eine Reihe von größeren geschlossenen Siedlungen in Schlesien, Pommern und Mecklenburg entstanden. 
Im März 1933 musste Franz Bornefeld-Ettmann unter nationalsozialistischem Druck alle seine Ehrenämter niederlegen. Man strengte einen Prozess gegen ihn an, in dem er jedoch wegen erwiesener Unschuld freigesprochen wurde. Im Zuge des Attentats vom 20. Juli 1944 wurde er verhaftet und in das Zuchthaus Münster eingeliefert. 

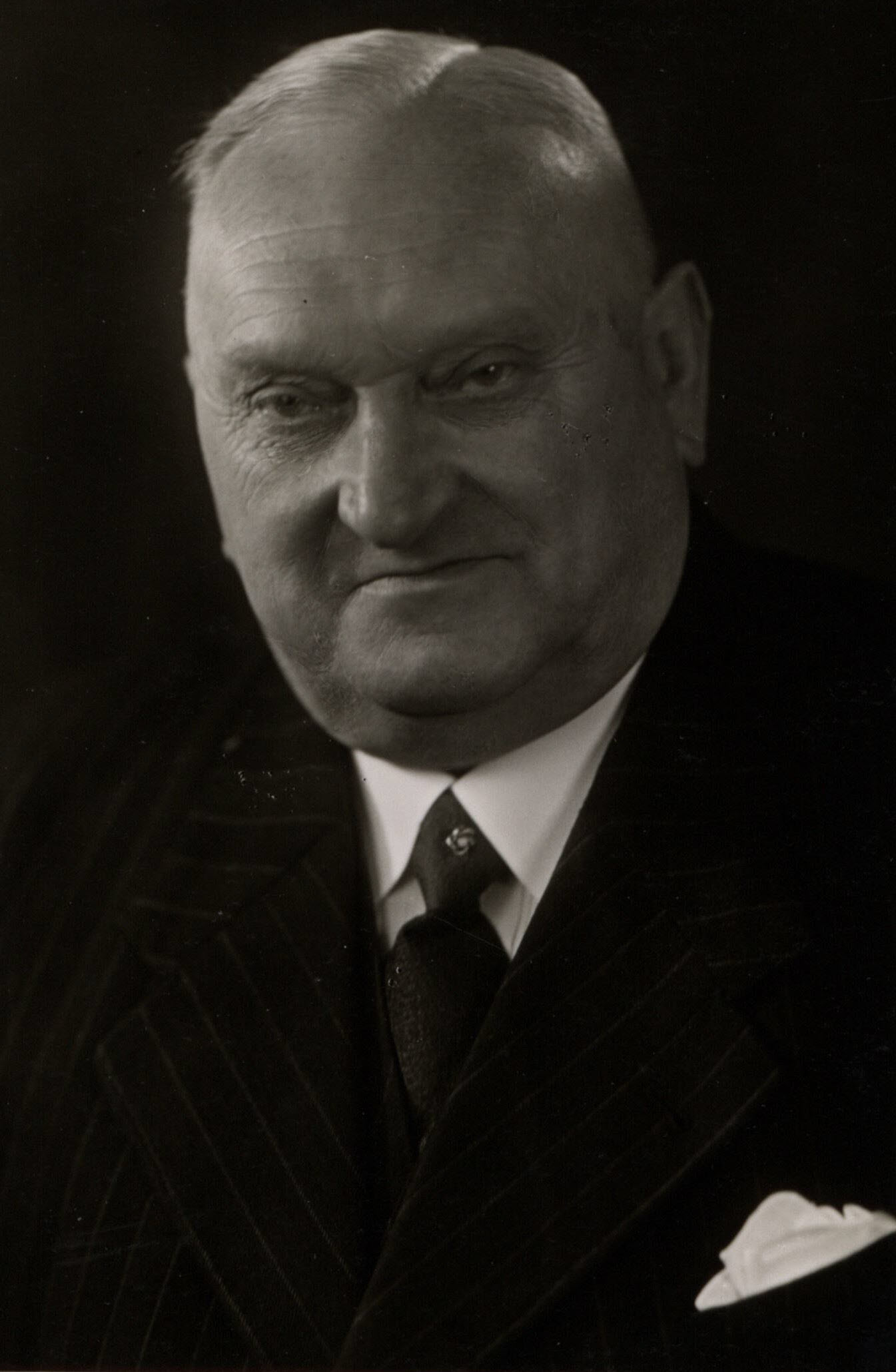
Franz Bornefeld-Ettmann Photographie 1951

Nach dem Ende des Zweiten Weltkrieges übernahm er die Amtsverwaltung Wadersloh. Er wurde wieder in das Amt des Präsidenten des Verbandes ländlicher Genossenschaften eingesetzt und vom Verbandstag 1946 einstimmig zum Präsidenten gewählt. Dieses Amt legte er 1952 nieder und wurde auf dem betreffenden Verbandstag einstimmig zum Ehrenpräsidenten des Verbandes ländlicher Genossenschaften gewählt; er blieb Mitglied des Verbandsausschusses und des Verwaltungsausschusses. Bornefeld-Ettmann gab damals auch die Anregung zur Wiedergründung des Westfälisch-Lippischen Landwirtschaftsverbandes, lud selbst zu einer Gründungssitzung ein und leitete diese. Er wurde wieder tätig im Aufsichtsrat der Ländlichen Centralkasse Münster, im Vorstand der Westfälischen Provinzial-Viehverwertungsgenossenschaft Münster, im Aufsichtsrat des Raiffeisendienstes und im Zentralausschuss der deutschen Landwirtschaft. Er hat in den Jahren nach 1949 mitgewirkt, das Genossenschaftsinstitut an der Universität Münster aufzubauen.“
Nach dem Ersten Weltkrieg zog Bornefeld-Ettmann 1920 als Abgeordneter für die Zentrumspartei in den 1. Deutschen Reichstag ein, in dem er den Wahlkreis 19 bzw. ab 1924 den Wahlkreis 17 (jeweils Westfalen-Nord) vertrat. Er wurde bis 1933 insgesamt sieben Mal wiedergewählt und gehörte damit zu den wenigen Abgeordneten, die ununterbrochen während der ganzen Dauer der Weimarer Republik von 1920 bis 1933 im Deutschen Reichstag saßen. 1933 stimmte er, obwohl ein Gegner des Nationalsozialismus, zusammen mit den übrigen Abgeordneten der Zentrumsfraktion für das Ermächtigungsgesetz. Am 30. Mai 1930 wurde er von Papst Pius XI. zum "Ritter und Komtur des Ordens des Hl. Papstes Silvester" ernannt.
Einem Buch des Historikers Walter Hösterey zufolge war Bornefeld-Ettmann während der weiteren Dauer des nationalsozialistischen Regimes „mannigfache[n] Drangsale[n]“ ausgesetzt, habe sich aber „ausgezeichnet gehalten“.

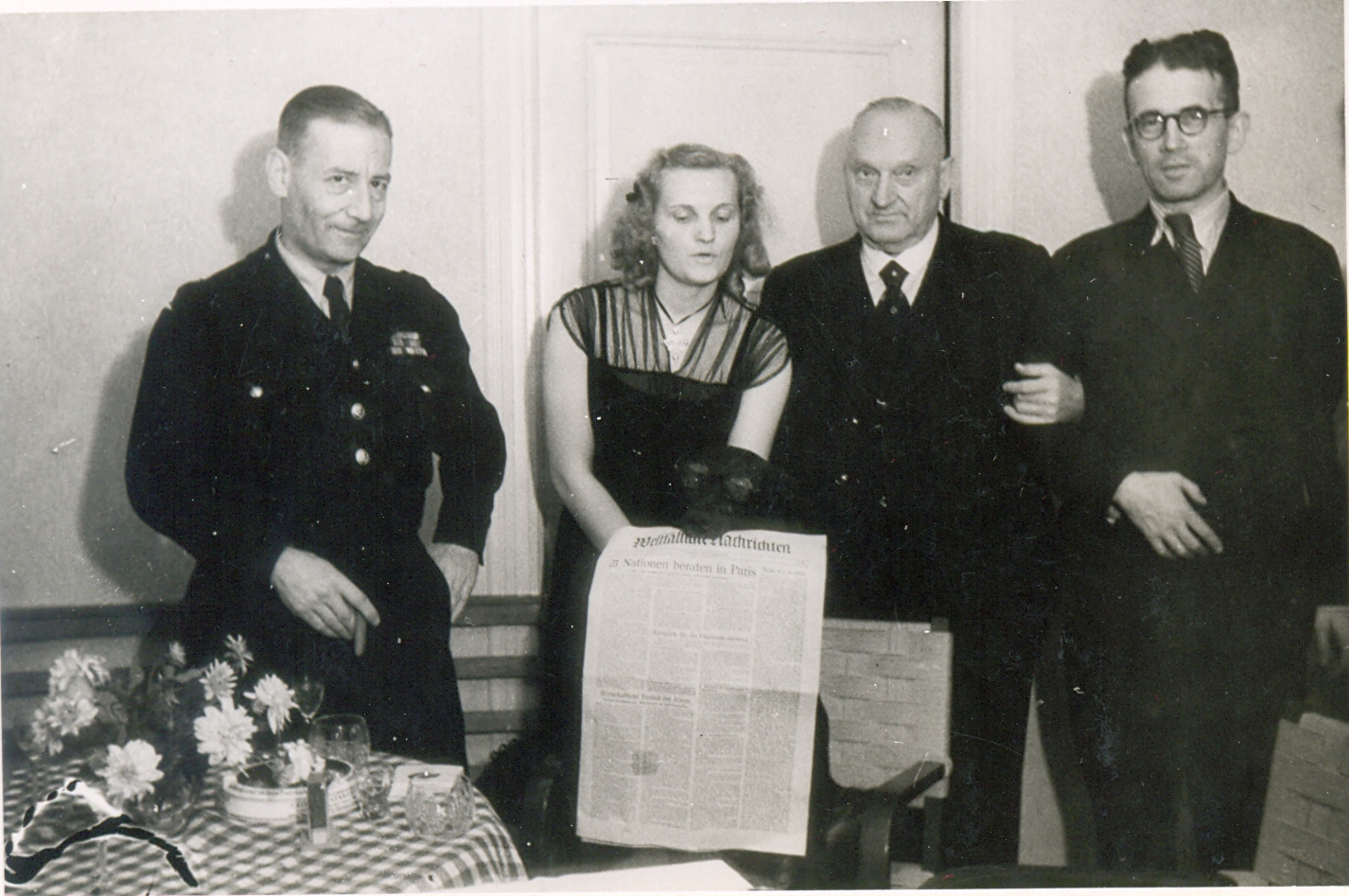
Präsentation der ersten Ausgabe der WN. Von links nach rechts: Zensuroffizier Carlisle, Anneliese Bornefeld-Ettmann, Franz Bornefeld-Ettmann, Hasenkamp

1946 erhielt Bornefeld-Ettmann zusammen mit Gottfried Hasenkamp und Friedrich Leopold Hüffer durch die britische Besatzungsregierung in Deutschland die Lizenz zur Herausgabe einer neuen Zeitung. Das Ergebnis waren die Westfälischen Nachrichten, die erstmals am 3. August 1946 erschienen.
Daneben war Bornefeld-Ettmann Verbandsdirektor und später Ehrenpräsident des Verbandes ländlicher Genossenschaften der Provinz Westfalen und Vorstandsmitglied der WPVG. Hinzu kamen Tätigkeiten als Direktor des Mietvereins für Westfalen, Lippe und Waldeck sowie als Ausschussmitglied und Vorstandsmitglied des Westfälischen Bauernvereins. Im Alter wurde er zum Ehrenbürger der Westfälischen Wilhelms-Universität in Münster ernannt. Außerdem bekam er 1952 das Große Verdienstkreuz der Bundesrepublik Deutschland und später (1960) das Große Verdienstkreuz mit Stern verliehen.

## Schriften
- 100 Jahre Kreissparkasse Büren I.w. Im Dienste der Heimat: 1856- 1956, 1956. (Zusammen mit Otto Schnettler, Gottfried Wand)